# Дунаївці (станція)
Дунаївці — проміжна станція Жмеринської дирекції Південно-Західної залізниці на неелектрифікованій лінії Гречани — Ларга між станціями Ярмолинці (19 км) та Кам'янець-Подільський (48 км). Розташована в селищі Дунаївці Кам'янець-Подільського району Хмельницької області.

## Пасажирське сполучення

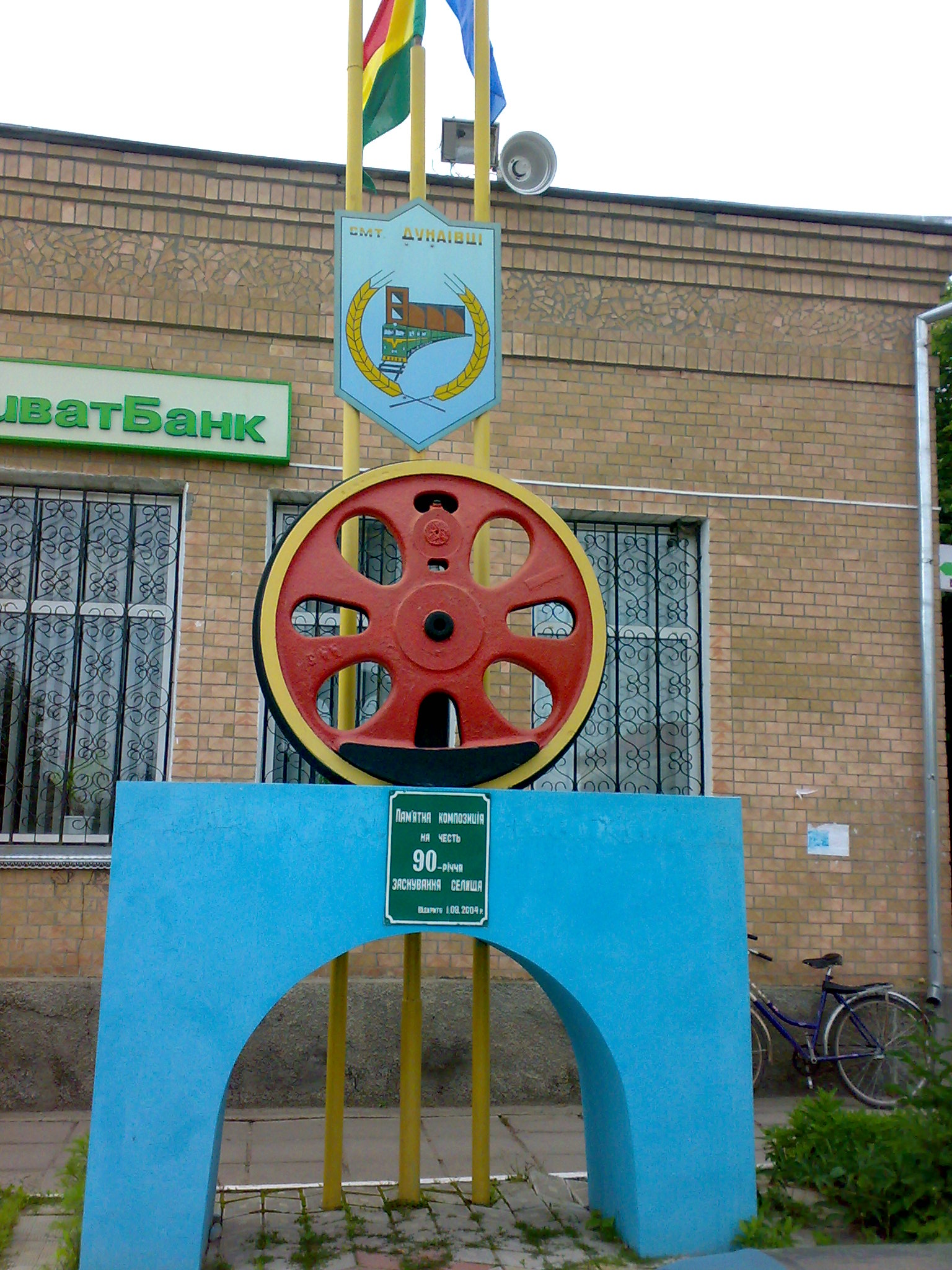
Пам'ятний знак на честь 90-річчя заснування селища Дунаївці

### Приміське сполучення
На станції Дунаївці зупиняються приміські дизель-поїзди сполученням  Ларга — Гречани /  Хмельницький.
У Хмельницькому дизель-поїзди відправляються зі станції Гречани на сході міста, але в Гречанах налагоджена узгоджена пересадка на приміські електропоїзди сполученням Гречани — Жмеринка, тож якщо придбати квиток з Кам'янця-Подільського до потрібної станції, то є можливість відвідати Речовий ринок, а також доїхати до вокзалу станції Хмельницький, Ракове за майже ту ж ціну, що й до Гречан. Також з дизель-поїздів є можливість пересісти без тривалого очікування на приміські електропоїзди напрямку Гречани — Волочиськ — Тернопіль.

### Далеке сполучення
Наразі через станцію щоденно курсує єдиний поїзд далекого сполучення № 139/140 Київ — Кам'янець-Подільський.
Раніше курсували поїзди:
- № 117/118 «Буковина» Київ — Чернівці (скасований з 18 жовтня 2021 року) з вагоном безпересадковий сполучення Київ — Бухарест;
- № 769/770 Київ — Кам'янець-Подільський.